# Milla's Mirakel!
Milla's Mirakel! var en popgrupp från Halmstad, som var framgångsrik under sent 1980-tal. År 1987 hade de en hit med låten "Rytmen av ett regn". Gruppen bestod av Camilla Andersson (sång) och Morgan Hjalmarsson. Debutalbumet producerades av Niklas Strömstedt.

## Diskografi

### Album
- 1987 - Stillbilder
- 1989 - Hög puls!

### Singlar
- 1986 - "Vacker när du sover" / "Nattvandrarstig"
- 1987 - "Rytmen av ett regn" / "Nyfallen gloria"
- 1987 - "Livet i en park" / "Som käglor faller"
- 1988 - "I sand ska vi älska" / "Sångerna finns kvar"
- 1989 - "Snälla flickor kommer till himmelen...vi andra kommer hur långt som helst" / "Tom ficka"
- 1989 - "Ensam i september" / "Minnet av din kropp"

### Fotnoter
1. ↑  ”Millas Mirakel”. Swedishcharts. http://swedishcharts.com/showinterpret.asp?interpret=Millas%20Mirakel. Läst 24 oktober 2014.